# Kronologija Domovinskog rata: siječanj 1994.

### 1. siječnja
- Britanci neće odustati od cjelovita očevida u Križančevu selu kraj Viteza, gdje su Muslimani masakrirali hrvatsko pučanstvo, izjavio Fred Perry, glasnogovornik Glavnog zapovjedništva britanskog UNPROFOR-a.[1]
- Smatram da Srbi u Hrvatskoj trebaju dobiti realnu autonomiju, a, kakva će biti ta realna autonomija, kako će se ona zvati, stvar je dogovora dviju strana, rekao osobni izaslanik predsjednika Jeljcina za pitanja bivše Jugoslavije Vitalij Čurkin u intervjuu Večernjem listu.[1]
- Vlada tzv. SR Jugoslavije odobrila novi državni grb, kojeg čini dvoglavi orao - simbol savezništva Srbije i Crne Gore - koji zamjenjuje dosadašnji s petokrakom i šest plamenova.[1]

### 2. siječnja
- U otvorenom pismu dr. Tuđmanu Izetbogović upozorava Hrvatsku da ne šalje postrojbe u pomoć Hrvatima u BiH.[1]
- UNPROFOR i Međunarodni Crveni križ potvrdili muslimanske zločine u Križančevu selu.[1]

### 3. siječnja
- Radije ću na zaštiti žrtava rata i pokušati uspostaviti most povjerenja između UNPROFORA i naroda, te njegovih političkih vođa, izjavio Jasushi Akashi, novi posebni izaslanik Boutrosa Ghalija za bivšu Jugoslaviju, po dolasku u Zagreb.[1]
- Predsjednik Tuđman primio u Zagrebu grupu hrvatskih intelektualaca Muslimana, koji su mu uručili pismo u kojem izražavaju uznemirenost daljom eskalacijom sukoba u Lašvanjskoj dolini, zalažući se za obustavu sukoba i obnovu hrvatsko-muslimanskog povjerenja.[1]
- Kako je, prema Izetbegoviću, Armija BiH jedina legalna vojna sila u BiH, i kako je legalno sve što ona učini, nije teško dokučiti otvorenu prijetnju Hrvatskoj da ne šalje pomoć Hrvatima u BiH, koje ta legalna Armija ima pravo porobiti, prognati ili pobiti, piše Večernjem list.[1]
- Juka Prazina, prije rata sitni kriminalac, zatim jedan od organizatora obrane Sarajeva, kada je u Sarajevu pao u nemilost pridružio se HVO-u, iz kojeg je dezertirao u činu generala, nađen je ubijen u Belgiji.[1]

### 4. siječnja
- Izaslanci predsjednika Tuđmana i Izetbegovića, Granić i Silajdžić, sastali se u bečkom Hofburgu, međutim, prema općim ocjenama svjetskih medija, nama izgleda za pomirenje.[1]
- U Mostaru objavljena detaljna lista i dokumenti o muslimanskim zločinima nad Hrvatima u posljednje vrijeme.[1]

### 5. siječnja
- Ministri vanjskih poslova Hrvatske i BiH, dr. Mate Granić i dr. Haris Silajdžić zajednički potvrdili u Beču da je bitna uspostava prekida vatre u BiH i obustava neprijateljstava Hrvata i Muslimana, te utanačili da se predsjednici Tuđman i Izetbegović sastanu u Bonu 8. siječnja.[1]
- Neum ne može biti pod suverenitetom bosanske države, izjavio dr. Mate Granić na konferenciji za novinare u Beču.[1]
- Najdelikatniji je problem u muslimansko-hrvatskim odnosima muslimanski zahtjev za izlazak na more, o eventualnom sporazumu o tome ovisi i muslimansko-hrvatsko primirje u srednjoj Bosni, a time i sudbina oko 100.000 tamošnjih Hrvata, javljaju svjetske agencije o bečkim pregovorima.[1]
- Sve je više dokaza da se u Stupnom Dolu nije dogodilo ono što su Muslimani prezentirali svijetu, a taj isti svijet na potvrde UNPROFOR-a o strahovitim zločinima Muslimana nad hrvatskim civilima ostaje gluh, izjavio načelnik stožera brigade HVO Bobovac iz Vareša Mario Andrić.[1]

### 6. siječnja
- Ovo je masovna grobnica, simbol nehumanosti koja se dogodila, i vrlo je važno da se upravo ona istraži, izjavila u Zagrebu nakon povratka iz Vukovara Madeleine Albright, američka poslanica pri UN, koja je posjetila mjesto na kojem je zakopano 200 ubijenih Hrvata, odvedenih iz gradske bolnice poslije srpskog osvajanja Vukovara.[1]
- Predsjednik Republike Hrvatske dr. Franjo Tuđman primio u nastupni posjet posebnog izaslanika glavnog tajnika UN Yakushija Akashija, kojeg je pri tome informirao da je hrvatska politika usmjerena za što brže ostvarenje rješenja za UNPA područja u skladu s odgovarajućim rezolucijama UN.[1]
- Zapovjednik snaga UN u bivšoj Jugoslaviji general Jan Cot izjavio, na konferenciji za novinare u Zagrebu, da bi trebalo formirati snage za hitnu intervenciju od vojnika različitih zemalja.[1]

### 7. siječnja
- Vlada SAD neće podržati olakšavanje ili ukidanje sankcija Srbiji budu li srpski elementi ometali rad suda za ratne zločine, izjavila na konferenciji za novinare američka veleposlanica Madeleine Albright uoči odlaska iz Zagreb.[1]
- Madeleine Albright u razgovoru s Predsjednikom Tuđmanom naglasila je važnost ostanka sankcija prema Srbiji, kao i to da sankcije moraju biti vezane uz reintegraciju UNPA područja u poredak Republike Hrvatske, priopćeno iz Predsjednikova ureda. (HINA)[1]
- Vlasti u Kninu najprije su odobrile otkopavanje masovne grobnice kraj Ovčare, a poslije nisu održale obećanje, rekao američki veleposlanik u Hrvatskoj P.W.Galbraith u razgovoru s novinarima u Zagrebu.[1]
- Zapovjednik britanskog bataljuna u Vitezu pukovnik Peter Wiliams izjavio da su pripadnici bataljuna otkopali tijela 27 Hrvata u masovnoj grobnici pokraj Križančeva nedaleko Viteza.[1]
- Crkveni dostojanstvenici Hrvatske i BiH, okupljeni u povodu ustoličenja pomoćnog biskupa vrhbosanskog u Sarajevu dr. Pere Sudara, objavili apel za mir, u kojemu stoji da je rat u Bosni ofenziva na modernu civilizaciju, koja ne pronalazi načina da je zaustavi i osigura pravedan mir.[1]
- Waren Zimmerman, profesionalni diplomat i posljednji ambasador SAD u bivšoj Jugoslaviji najavio da napušta diplomatsku službu zbog neslaganja u američkom politikom prema BiH, javlja dopisnih Večernjeg lista iz Washingtona.[1]

### 8. siječnja
- Premijer vlade BiH Haris Silajdžić, u nastupu na TV postaji u Bonnu, pozvao supredsjedatelja Ženevske konferencije lorda Owena da podnese ostavku, optužujući ga da je sklon stvaranju velike Srbije, javlja HINA.[1]
- Predsjednik UNPROFOR-a Simon Ghill izjavio u Vitezu da u blizini Križančeva sela postoji još jedna masovna grobnica, u kojoj je pokopano najmanje 8 ubijenih Hrvata i o kojima muslimanska strana ne daje nikakve podatke, javlja dopisnik Večernjeg lista.[1]

### 9. siječnja
- Predsjednik Tuđman dat će konkretan prijedlog prekida vatre i razgraničenja hrvatske i muslimansko-bošnjačke republike na osnovi zajedničke Ženevske deklaracije, izjavio hrvatski ministar vanjskih poslova Granić, uoči bonskih pregovora Tuđman-Izetbegović.[1]
- Muslimanska vojska ispalila više od sto granata na Vitez i otpočela žestok napad, ušavši u Buhine kuće južno od Svirina sela, čime je presječena komunikacija Vitez-Busovača. Pripadnici Armije BiH u Buhinim kućama su izmasakrirali veći broj hrvatskih civila i branitelja - prve brojke govore o brutalnom ubojstvu 26 Hrvata.[1]

### 10. siječnja
- Na nastavljenim hrvatsko-muslimanskim pregovorima u Bonu, muslimanska strana načelno prihvatila hrvatski prijedlog koji na posve novi način koncipira hrvatsko-muslimanske odnose.[1]
- Unatoč mirovnim pregovorima u Bonu, žestoki napad muslimanskih snaga započeo na područje Buhinih kuća, koje Muslimani žele zauzeti i uspostaviti direktnu vezu Zenice i Uskoplja, a također žestoko napadaju Polje i Novo Polje kako bi presjekli komunikaciju između hrvatskih mjesta Novog Travnika i Nove Bile.[1]
- Biskupi, okupljeni u Sarajevu u povodu svečanosti posvećenja novog pomoćnog biskupa Vrhbosanske nadbiskupije msgr. Pere Sudara, uputili apel javnosti u kojem pozivaju na mir i suživot Srba, Muslimana i Hrvata koji je njihova sudbina u BiH.[1]
- Dok u srednjoj Bosni traje žestoki muslimanski napadi na tamošnje Hrvate, na Obonjanu kod Šibenika trenutačno zbrinuto 550 izbjeglica iz BiH, kojima se pruža puna skrb, a 90 posto su Muslimana.[1]
- U Bruxellesu na najznačajnijem skupu NATO-a nakon sloma komunizma usvojen plan Partnerstvo za mir, na temelju kojeg će se razvijati suradnja s bivšim komunističkim zemljama istočne Europe.[1]
- Glavni tajnik NATO-a Manfred Woerner izjavio u Bruxellesu da je prekasno da Europa preuzme vojnu ulogu na području bivše Jugoslavije, te da UN trebaju odlučiti kakva će se akcija poduzeti.[1]

### 11. siječnja
- Iako su petersberški pregovori između predsjednika Tuđmana i Izetbegovića završili bez konkretnih rezultata, dr. Tuđman ih je na konferenciji za novinare u hrvatskom veleposlanstvu u Bonu ocijenio ipak korisnima, jer su se Muslimani obvezali do 15. siječnja dati odgovor na hrvatske prijedloge reguliranju odnose.[2]
- Predsjednik BiH Alija Izetbegović izjavio sarajevskoj TV da u razgovor s hrvatskim predsjednikom dr. Tuđmanom u Bonu nije postignut nikakav značajan sporazum, a to se nije ni očekivalo.[2]
- Prema podacima Ureda za prognane i izbjegle Vlade HR Herceg-Bosne i Operativne zone HVO srednje Bosne, na tom je području u potpunom okruženju 68.000 Hrvata, a od muslimanskih napada zabilježena su 1.504 poginula i 4.410 ranjenih.[2]

### 12. siječnja
- Na kontrolnom punktu UNPROFOR-a kod Lipovca, nakon dvije godine tamnovanja u Somboru i Srijemskoj Mitrovici, zamijenjeno 10 pripadnika tzv. somborske grupe te 5 drugih hrvatskih zarobljenika u srpskim tamnicama za 11 srpskih zatvorenika, uglavnom pripadnika terorističke grupe Štit.[2]
- Nakon prezentiranja dogovora u Bonnu muslimanske vojska nastavlja napadima na HR Herceg-Bosnu, a iz izjave Izetbegovića Radio Sarajevu kada je rekao 'da će muslimanska vojska nastaviti oslobađati Busovaču i Vitez iz kojih se HVO ne kani povući' može se naslutiti nova ofenziva.[2]
- Papinsko vijeće Pravda i mir optužilo međunarodnu zajednicu za 'sramotan kukavičluk, jer odustaje od svoje dužnosti da djeluje za mir na Balkanu, gdje Europa umire'.[2]
- Američki ratni zrakoplovi, koji su u Italiji, mogli bi bez ikakvih pojačanja napasti snage bosanskih Srba, bude li tako zapovijeđeno, izjavila glasnogovornica američkog ministarstva obrane Kathleen de Laski.[2]

### 13. siječnja
- Izlazak somborske grupe doživio sam kao najveće životno zadovoljstvo, oslobodilo smo i 6.700 ljudi iz srpskih zatvora, ali nastavljamo tražiti one koji još nisu na slobodi, izjavio na konferenciji za novinare u Osijeku dr. Ivica Kostović, potpredsjednik hrvatske Vlade.[2]
- Od 830.000 katolika u BiH prognano je 440.000, od 272 župe okupirano je 150, istakli su biskupi iz BiH, na primanju kod predsjednika Tuđmana, koji je tom prigodom istaknuo važnost opstanka Hrvata na njihovim vjekovnim obitavalištima na području čitave BiH.[2]
- Šef njemačke diplomacije Klaus Kinkel, u razgovoru s veleposlanicom SAD u UN Madeleine Albright u Bonnu, prvi puta javno i nedvosmisleno osudio muslimanske napada na Hrvate u srednjoj Bosni.[2]
- Zapovjednik generalštaba jedinica bosanskih Srba Manojlo Milovanović zaprijetio da će u slučaju zračnih napada NATO-a na srpske položaje u Bosni, Srbi poduzeti mjere odmazde protiv mirovnih snaga UN.[2]

### 14. siječnja
- Govoreći o užasima koje je vidio u BiH, američki republikanski kongresmen iz Virdžinije F.Wolf zatražio od predsjednika Clintona da imenuje stalnog predstavnika koji bi posredovao u mirovnim pregovorima sukobljenih strana.[2]

### 15. siječnja
- MIR za Hrvatsku znači uspostavu ustavno-pravnog poretka na čitavom međunarodno priznatom hrvatskom državnom teritoriju i usmjeravanje svih sila na materijalnu i kulturnu izgradnju, rekao hrvatski predsjednik dr. Franjo Tuđman na tradicionalnom novogodišnjem primanju u Predsjedničkim dvorima za predstavnika diplomatsko-konzularnog kora.[2]
- Željeli bismo da Hrvatska postane članom Partnerstvo za mir... Srbija će morati izručiti svoje ratne zločince, uključujući i neke političke vođe, rekao američki veleposlanik u Zagrebu W. Galbraith u intervjuu Večernjem listu.[2]
- Vitez neće pasti, jer se njemu brani Hrvatska Republika Herceg-Bosna i pravo Hrvata na opstanak u Bosni i Hercegovini, izjavio je Tihomir Blaškić, zapovjednik Zbornog područja HVO za srednju Bosnu.[2]

### 16. siječnja
- Predsjednik bosanske vlade Haris Silajdžić, uoči nastavka pregovora u Ženevi, protivi se sudjelovanje muslimanske delegacije na pregovorima tako dugo dok se u Sarajevu ubijaju bosanski civili, a ako pregovori ne uspiju, bosanski dosje treba vratiti Vijeću sigurnosti UN, traži Silajdžić.[2]

### 17. siječnja
- Pripreme za nastavak Ženevskih pregovora protiču u nastojanjima za dobivanje potpore za dvije oprečne inicijative: europsku, koja je na stolu kao osnovni okvir za mirovni sporazum, te muslimansku, koja nastoji ishoditi premještanje pregovora u New Yorku pod nadležnost Vijeća sigurnosti.[2]
- Predsjedništvo BiH odbacilo u Sarajevu hrvatski prijedlog za cjelovito rješenje hrvatsko-muslimanskih odnosa, iznesen u Bonu, ocijenivši ga neprihvatljivim.[2]
- Muslimanska strana tražit će u Ženevi vraćanje svih teritorija na kojima su Muslimani bili prije rata i povratak izbjeglica, izjavio Reuteru uoči odlaska u Ženevu Haris Silajdžić.[2]
- Svako dijeljenje prostora srednje Bosne po etničko-teritorijalnom načelu neprihvatljivo je i izaziva tragediju nesagledivih razmjera u životu ljudi i naroda koji obitavaju na njemu, stoji u Deklaraciji Sabora Hrvata srednje Bosne održanog u Zagrebu.[2]

### 18. siječnja
- Muslimanskoj strani u Ženevi dat ćemo hrvatski odgovor na njihov prijedlog o konfederaciji Hrvatske i BiH, reći ćemo kakva je konfederacija moguća, ali ne takva da se stvori BiH u kojoj bi Muslimani majorizirali Hrvate, izjavio dr. Franjo Tuđman uoči dolaska iz Zagreba u Ženevu.[2]
- Lord Owen u Ženevi najavio mogućnost povlačenja UNPROFOR-a iz Bosne nakon zime, te mogućnost da on prestane obnašati dužnost europskog posrednika u bivšoj Jugoslaviji, ako se strane u sukobu nastave boriti.[2]

### 19. siječnja
- Republika Hrvatska i SR Jugoslavija u Ženevi dogovorile Deklaraciju o normalizaciji odnosa, koja predviđa otvaranje hrvatskog predstavništva u Beogradu i jugoslavenskoga u Zagrebu i to do 15 veljače.[2]
- Muslimani u Ženevi predložili kartu razgraničenja po kojoj bi Hrvatska Republika u BiH bila svedena na zapadnu Hercegovinu, a najveći dio srednje Bosne pripao bi Muslimanima.[2]
- Međunarodni odbor Crvenog križa (ICRC) obznanio da suspendira sve humanitarne akcije u području Banja Luke zbog oružanog napada na vozilo ICRC-a u tom gradu koji je pod okupacijom srpskih snaga.[2]
- Radije ćemo sa svih 30.000 Hrvata izginuti nego pripasti muslimanskoj državi, tražimo autonomiju, poručuje Anto Marinčić, pomoćnik zapovjednika 111. brigade HVO-a iz Žepča.[2]
- Rusija eksplicitno zatražile da svaka odluka koja se tiče moguće primjene sile u Bosni, uključujući i odluku o primjeni sile NATO-a, bude predmetom prethodnih konzultacija glavnog tajnika UN i članica Vijeća sigurnosti.[2]

### 20. siječnja
- Vlada Republike Hrvatske smatra, prema riječima dr. Mate Granić, Deklaraciju između Hrvatske i SRJ prvim korakom prema međusobnom priznanju ovih država.[2]
- Za Deklaraciju potpisanu u Ženevi može se kazati da je najvažniji dokument nakon Rezolucije Vijeća sigurnosti 871. Potpisivanjem Deklaracije SRJ, što znači Srbija i Crna Gora, priznaje Hrvatsku u njenim granicama, iako to izrijekom nije kazano. Jer, zasniva se na Povelji UN i osnovnim dokumentima KESS-a, gdje su Hrvatskoj zajamčene granice, izjavio predsjednik Tuđman po povratku iz Ženeve u Zagreb.[2]
- Europski parlament zatražio je od vlada EU-a da supredsjedatelja Mirovne konferencije o bivšoj Jugoslaviji Davida Owena zamijene drugim posrednikom.[2]
- Bugarska vlada smijenila je visokog dužnosnika u komisiji za nadzor provođenja sankcija UN prema SRJ Marina Todorova, nakon izvještaja ministra unutrašnjih poslova Mihailova, u kojem se navodi da je nekoliko privatnih tvrtki suspendirano zbog izvoza nafta u Srbiji.[2]

### 21. siječnja
- Hrvatska vlada daje podršku Zajedničkoj deklaraciji o odnosima Hrvatske i SFRJ, potpisanoj u Ženevi, izjavio njezin predsjednik Nikica Valentić.[3]
- Iz područja Buhinih kuća izvučena tijela devetorice hrvatskih bojovnika nestalih u posljednjoj muslimanskoj ofenzivi. Tijela su im bila vezana žicom a pogođeni su s više hitaca iz blizine, javlja HABENA iz Nove Bile.[3]
- Pripadnici Armije BiH u selu Novakovići nedaleko Maglaja ubili su petero (5) Hrvata.[3]
- U Bugojno je na gradskom igralištu zatočeno 300 Hrvata, izjavio dopisniku Večernjeg lista u Livnu bugojanski župnki fra Janko Ljubas.[3]

### 22. siječnja
- Čvrsto smo uvjereni da }e obje strane potpisnice Deklaracije, što su je u Ženevi potpisale Hrvatska i SRJ, djelovati u skladu s odredbama Helsinškog završnog dokumenta KESS-a iz 1975. godine, osobito u skladu s načelima da se međunarodne granice ne mogu i ne smiju mijenjati silom, stoji u pismu dr. Mate Granića predsjedniku Vijeća sigurnosti UN Karelu Kovandi.[3]
- UNPROFOR se zasad neće povući iz BiH, a Velika Britanija dat će UNHCR-u još 5 milijuna funti za humanitarnu pomoć BiH, izjavio britanski ministar vanjskih poslova Douglas Hurd u splitskoj zračnoj luci nakon jednodnevnog posjeta britanskim postrojbama u sastavu UN u BiH.[3]
- Boutros Ghali izjasnio se u Den Haagu u prilog zračnih napada u bivšoj Jugoslaviji, izjavivši da bi takvu akciju odobrio ako bi to zatražio njegov posebni predstavnik Yasushi Akashi, ali on to do sada nije učinio.[3]

### 23. siječnja
- Potpisivanje sporazuma o normalizaciji odnosa sa SRJ stvoreni su uvjeti za najbrže moguće uključenje hrvatskih područja pod zaštitom mirovnih snaga u hrvatski ustavnopravni poredak, izjavio predsjednik Tuđman prigodom primanja u Dvorima za hrvatske župane.[3]
- Mir je moguć, ako se temelji na pravednosti svake zajednice i mir ne smije biti utemeljen na trgovanju tuđim teritorijem, izjavio kardinal Kuharić na svečanoj misi za mir u Hrvatskoj i BiH u zagrebačkoj katedrali.[3]
- Beogradski radio B92 objavio je opširan intervju s hrvatskim premijerom Nikicom Valentićem koji je izjavio da će Hrvatska i Srbija uspostaviti diplomatske odnose kada Srbija prizna Hrvatsku u njezinim granicama.[3]

### 24. siječnja
- Hrvatska će NATO-u ponuditi da se i sama pridruži Partnerstvu za mir, uoči odlaska u Strasbourg na razgovore s visokim dužnosnicima Vijeća Europe dr. Mate Granić, hrvatski ministar vanjskih poslova.[3]
- Mirovne inicijative i nuđenje suradnje pod neprihvatljivim uvjetima samo je dio političke taktike Muslimana u Ženevi i kupnja vremena za rat, odjeci su Ženevskih pregovora u hrvatskim medijima.[3]
- Očito je da je prošlotjedna konferencija u Ženevi iscrpila svoje mogućnost i trebalo bi sazvati novu međunarodnu konferenciju o BiH, umjesto nastavljanja neuspješnih Ženevskih pregovora izjavio Alija Izetbegović prigodom posjeta Kuala Lumpuru.[3]
- Hrvatska je u Ženevi nudila Muslimanima 33,33 posto ukupnog teritorija BiH, a 17,50 posto da pripadne Hrvatima, stoji u prijedlogu hrvatskog izaslanstva muslimanko-bošnjačkom izaslanstvu.[3]
- UN objavio izvješće svog istražitelja? generala Greindla o velikim ilegalnim poslovima pripadnika UNPROFOR-a u Hrvatskoj i BiH.[3]
- Zapovjednik snaga UN u Bosni na odlasku belgijski general Francis Briquemont izjavio u intervjuu Figarou da bi međunarodna zajednica trebala zaustaviti pregovore s liderima zaraćenih strana u Bosni i upotrijebiti silu, ako oni nebi poštovali svoje potpise.[3]

### 25. siječnja
- Šezdesetak majki, očeva i djece nestalih i zatočenih osoba, mahom dobrovoljaca domovinskog rata, kojima se u srpskim zatvorima izgubio trag, prosvjedovalo je pred Saborom, zbog, kako ističu, nedjelotvornosti državnih institucija zaduženih za potragu.[3]
- Nakon što je u prvom krugu Milan Martić uvjerljivo izgubio na izborima za predsjednika tzv. krajine od konkurenta Milana Babića, u drugom je uvjerljivo dobio, kao kandidat Slobodana Miloševića, javljaju srpski mediji iz Knina.[3]
- Vijeće Vojnog suda u Bjelovaru izreklo kazne desetorici optuženih za organiziranje oružane pobune, ubijanje i zlostavljanje građana hrvatske nacionalnosti.[3]

### 26. siječnja
- Rasim Delić je velikoj zabludi, kada je prošlog tjedna u Ženevi najavljivao da bi Muslimani mogli postići vojnu pobjedu na svih 14 područja, gdje se spore sa Srbima i Hrvatima, ocjenjuju britanski vojni stručnjaci.[3]

### 27. siječnja
- Srpskopravoslavni mitropolit zagrebačko-ljubljanski Jovan Pavlović vratio se u Zagreb gdje je dobio hrvatsku domovnicu i putovnicu pa se očekuje da će stalno rezidirati u Zagrebu.[3]
- Bosanski premijer Haris Silajdžić zatražio u razgovoru s novim zapovjednikom snaga UN u BiH Michaelom Roseom neodgodivu zračnu intervenciju NATO-a protiv vojnih postrojba koje sprečavaju prolazak humanitarne pomoći.[3]
- Washington odbacio ruski prijedlog o sastanku Vijeća sigurnosti na kojemu bi se raspravljalo o BiH, priopćilo američko poslanstvo u Ženevi.[3]

### 28. siječnja
- Ako je riječ o tome zašto je došlo do muslimansko-hrvatskog rata, onda bih rekao da su uzroci toga 80% na strani Muslimana, a 30% na hrvatskoj strani, rekao dr. Franjo Tuđman na sjednici Predsjedništva i Kluba zastupnika HDZ.[3]
- O 'masakru civilnog muslimanskog pučanstva u selu Herama', koje je od 24. siječnja pod kontrolom HVO-a kako su objavili muslimanski mediji, nema ni traga, konstatirala veća grupa stranih novinara na licu mjesta.[3]
- Premijer BiH Haris Silajdžić zatražio hitan sastanak Vijeća sigurnosti, obrazlažući to navodnim napadom Hrvatske na BiH.[3]
- Oslobodit ćemo sve hrvatske prostore u BiH, izjavio u intervjuu Večernjem listu zapovjednik Glavnog stožera HVO-a general Ante Roso u Rami.[3]
- Treća, završna etapa oslobođenja Maslenice nije realizirana zbog intervencije iz svijeta, pa i ozbiljnih prijetnji Hrvatskoj, rekao general zbora Janko Bobetko u opširnom intervjuu Večernjem listu o operaciji Maslenica.[3]
- Hrvatska vojska nije ušla u Bosnu, izjavio na konferenciji za novinare u ime Ministarstva obrane brigadir Drago Krpina.[3]

### 29. siječnja
- Glavna prepreka mirovnom rješenju je uvjerenje muslimanskog vodstva da na terenu, vojnom silom i osvajanjem prvenstveno hrvatskih prostora, dobiva više nego mirnim rješenjem i pregovorima, rekao dr. Mate Granić primajući u Zagrebu člana Europskog parlamenta Aria Marc Oostlandera.[3]
- Predsjednik Vijeća sigurnosti UN Karel Kovanda izjavio kako tajništvo UN nije potvrdilo optužbe vlade BiH da su Hrvatska i Srbija poslale svoje snage u BIH.[3]
- Prvo objavljivanje cjelovito teksta tajnog sporazuma Tuđman-Izetbegović u rujnu 1993. o konfederaciji, koji nije realiziran, objavio Večernji list.[3]

### 30. siječnja
- Pismo Haris Silajdžića Vijeću sigurnosti u kojem optužuje Hrvatsku za slanje regularnih postrojbi u BiH potpune je neutemeljen i pokušaj je muslimanske strane da skrene pozornost međunarodne javnosti s nastavka agresije muslimanske vojske na hrvatski narod u BiH, stoji u Priopćenju Ministarstva obrane HR Herceg-Bosne.[3]

### 31. siječnja
- Britanski bataljun UN-a opovrgnuo vijest o navodnom masakru u muslimanskom selu Here kod Prozora, za koji je optužen HVO.[3]
- Načelnik Glavnog stožera Hrvatske vojske general zbora Janko Bobetko na Hrvatskoj televiziji pobio tvrdnje da HV sudjeluje u ratu u BiH.[3]
- Na konvoj humanitarne pomoći za Hrvate u Bugojnu, na prometnici od Uskoplja prema Trnovači, Armija BiH otvorila vatru iz tenkova i minobacača, te tako spriječila nastavak puta konvoja.[3]
- U zapadnom dijelu Mostara održana komemoracija u povodu tragične smrti trojice talijanskih novinara: Marca Luchetta, Alessandra Ota i Darija D'Angela, koji su ubijeni u istočnom dijelu Mostara 28. siječnja ove godine.[3]